# Fußball-Weltmeisterschaft 1990/Spanien
Dieser Artikel behandelt die spanische Nationalmannschaft bei der Fußball-Weltmeisterschaft 1990 in Italien.

## Qualifikation
| 16. November 1988 | Spanien – Irland     | 2:0 |
| 21. Dezember 1988 | Spanien – Nordirland | 4:0 |
| 22. Januar 1989   | Malta – Spanien      | 0:2 |
| 8. Februar 1989   | Nordirland – Spanien | 0:2 |
| 23. März 1989     | Spanien – Malta      | 4:0 |
| 26. April 1989    | Irland – Spanien     | 1:0 |
| 11. Oktober 1989  | Ungarn – Spanien     | 2:2 |
| 15. November 1989 | Spanien – Ungarn     | 4:0 |

## Spanisches Aufgebot
| Nr.               | Name                   | Verein vor WM-Beginn | Geburtstag | Spiele   | Tore     | Gelbe Karte | Rote Karte |
| Torhüter          | Torhüter               | Torhüter             | Torhüter   | Torhüter | Torhüter | Torhüter    | Torhüter   |
| ----------------- | ---------------------- | -------------------- | ---------- | -------- | -------- | ----------- | ---------- |
| 1                 | Andoni Zubizarreta     | FC Barcelona         | 23.10.1961 | 4        | 0        | 0           | 0          |
| 13                | Juan Carlos Ablanedo   | Sporting Gijón       | 02.09.1963 | 0        | 0        | 0           | 0          |
| 22                | José Manuel Ochotorena | FC Valencia          | 16.01.1961 | 0        | 0        | 0           | 0          |
| Abwehrspieler     |                        |                      |            |          |          |             |            |
| 2                 | Chendo                 | Real Madrid          | 12.10.1961 | 4        | 0        | 1           | 0          |
| 3                 | Manuel Jiménez         | FC Sevilla           | 26.01.1964 | 1        | 0        | 1           | 0          |
| 4                 | Genar Andrinúa         | Athletic Bilbao      | 09.05.1964 | 4        | 0        | 0           | 0          |
| 5                 | Manolo Sanchís         | Real Madrid          | 23.05.1965 | 4        | 0        | 0           | 0          |
| 8                 | Quique Flores          | FC Valencia          | 02.02.1965 | 0        | 0        | 0           | 0          |
| 12                | Rafael Alkorta         | Athletic Bilbao      | 16.09.1968 | 1        | 0        | 0           | 0          |
| 14                | Alberto Górriz         | Real Sociedad        | 16.02.1958 | 4        | 1        | 0           | 0          |
| 17                | Fernando Hierro        | Real Madrid          | 23.03.1968 | 0        | 0        | 0           | 0          |
| Mittelfeldspieler |                        |                      |            |          |          |             |            |
| 6                 | Rafael Martín Vázquez  | Real Madrid          | 25.09.1965 | 4        | 0        | 0           | 0          |
| 10                | Fernando Gómez         | FC Valencia          | 11.09.1965 | 1        | 0        | 0           | 0          |
| 11                | Francisco Villarroya   | Real Saragossa       | 06.08.1966 | 4        | 0        | 1           | 0          |
| 15                | Roberto Fernández      | FC Barcelona         | 05.07.1962 | 4        | 0        | 1           | 0          |
| 16                | José Mari Bakero       | FC Barcelona         | 11.02.1963 | 1        | 0        | 0           | 0          |
| 18                | Rafael Paz             | FC Sevilla           | 02.08.1965 | 2        | 0        | 0           | 0          |
| 21                | Míchel                 | Real Madrid          | 23.03.1963 | 4        | 4        | 0           | 0          |
| Stürmer           |                        |                      |            |          |          |             |            |
| 7                 | Miguel Pardeza         | Real Saragossa       | 08.02.1965 | 1        | 0        | 0           | 0          |
| 9                 | Emilio Butragueño      | Real Madrid          | 22.07.1963 | 4        | 0        | 0           | 0          |
| 19                | Julio Salinas          | FC Barcelona         | 11.09.1962 | 3        | 1        | 0           | 0          |
| 20                | Manolo                 | Atlético Madrid      | 17.01.1965 | 1        | 0        | 0           | 0          |
| Trainer           |                        |                      |            |          |          |             |            |
|                   | Luis Suárez            |                      | 02.05.1935 |          |          |             |            |

## Spiele Spaniens

### Vorrunde Gruppe E
| 12. Juni 1990 in Verona |   |                |           |
| Belgien                 | - | Korea Sud 1949 | 2:0 (0:0) |
| 13. Juni 1990 in Udine  |   |                |           |
| Uruguay                 | - | Spanien        | 0:0       |
| 17. Juni 1990 in Verona |   |                |           |
| Belgien                 | - | Uruguay        | 3:1 (2:0) |
| 17. Juni 1990 in Udine  |   |                |           |
| Südkorea                | - | Spanien        | 1:3 (1:1) |
| 21. Juni 1990 in Verona |   |                |           |
| Belgien                 | - | Spanien        | 1:2 (1:2) |
| 21. Juni 1990 in Udine  |   |                |           |
| Südkorea                | - | Uruguay        | 0:1 (0:0) |

#### Spieldetails
- Mittwoch, 13. Juni 1990:  Spanien –  Uruguay 0:0 (0:0)

Spanien: Andoni Zubizarreta, Chendo, Genar Andrinúa, Manuel Sanchis, Manuel Jimenez, Míchel, Roberto, Francisco Villarroya (79. Rafa), Martin Vazquez, Emilio Butragueño, Manolo (79. Alberto Gorriz)
Uruguay: Fernando Alvez, Jose Herrera, Nelson Gutierrez, Hugo de Leon, Alfonso Dominguez, Jose Perdomo, Enzo Francescoli, Ruben Paz, Ruben Pereira (64. Carlos Correa), Antonio Alzamendi (64. Carlos Aguilera), Ruben Sosa
Stadion:
Zuschauer: 35.713
Schiedsrichter: Valente da Silva (Portugal)
Tore: -
Gelbe Karten: Manuel Jimenez (23.), Francisco Villarroya (70.) bzw. Jose Perdomo (10.), Enzo Francescoli (80.)
- Sonntag, 17. Juni 1990:  Spanien –  Südkorea 3:1 (1:1)

Spanien: Andoni Zubizarreta, Chendo, Genar Andrinúa, Manuel Sanchis, Míchel, Roberto (81. José Maria Bakero), Francisco Villarroya, Martin Vazquez, Emilio Butragueño (76. Fernando), Julio Salinas, Alberto Gorriz
Südkorea: In Young Choi, Myung Bo Hong, Sang Bum Gu, Hang Kee Choi, Deuk Yeo Yoon, Kyung Joon Park (68. Jong Soo Chung), Hae Won Chung (52. Soo Jin Noh), Yoo-Sung Kim, Kwan Hwangbo, Byung Joo Byun, Soon Ho Choi
Stadion:
Zuschauer: 32.733
Schiedsrichter: ?
Tore: Míchel (24., 62., 81.) bzw. Kwan Hwangbo (43.)
Gelbe Karten: Hae Won Chung (29.), Deuk Yeo Yoon (52.), Kwan Hwangbo (69.)
- Donnerstag, 21. Juni 1990:  Spanien –  Belgien 2:1 (2:1)

Spanien: Andoni Zubizarreta, Chendo, Genar Andrinúa, Manuel Sanchis, Míchel, Roberto, Francisco Villarroya, Martin Vazquez, Emilio Butragueño (82. Rafael Alkorta), Julio Salinas (88. Miguel Pardeza), Alberto Gorriz
Belgien: Michel Preud’homme, Lorenzo Staelens (78. Marc van der Linden), Philippe Albert, Marc Emmers (31. Pascal Plovie), Stephane Demol, Michel de Wolf, Patrick Vervoort, Franky van der Elst, Vincenzo Scifo, Marc Degryse, Jan Ceulemans
Stadion: ?
Zuschauer: 35.950
Schiedsrichter: Valente da Silva (Portugal)
Tore: Míchel (27., Elfmeter), Alberto Gorriz (39.) bzw. Patrick Vervoort (30.)

### Achtelfinale
- Dienstag, 26. Juni 1990:  Spanien –  Jugoslawien 1:2 n. V. (1:1, 0:0)

Spanien: Andoni Zubizarreta, Chendo, Francisco Villarroya, Alberto Gorriz, Genar Andrinúa (49. Manuel Jimenez), Manuel Sanchis, Roberto, Martin Vazquez, Emilio Butragueño (79. Rafa), Míchel, Julio Salinas
Jugoslawien: Tomislav Ivkovic, Predrag Spasic, Faruk Hadzibegic, Davor Jozic, Dragoljub Brnovic, Safet Susic, Dragan Stojkovic, Srecko Katanec (79. Zoran Vulic), Refik Sabanadzovic, Darko Pancev (55. Dejan Savicevic), Zlatko Vujovic
Stadion: ?
Zuschauer: 35.500
Schiedsrichter: José Torres Cadena (Kolumbien)
Tore: Julio Salinas (83.) bzw. Dragan Stojkovic (77., 92.)
Gelbe Karten: Roberto (92.), Chendo (110.) bzw. Srecko Katanec (7.), Zlatko Vujovic (60.), Zoran Vulic (97.)